# Kwai Tsing (distrito)
O distrito de Kwai Tsing é um dos 18 distritos de Hong Kong e um dos 9 distritos dos Novos Territórios. Tem uma área de 21,82 km². É constituído por duas partes: Kwai Chung e Tsing Yi.
Segundo o censo de 2001, o distrito de Kwai Tsing tem 477.092 habitantes. O distrito é o 3º com menos acesso à educação e o mais pobre de Hong Kong.